# Гефс, Йозеф
Йозеф Гефс, Жозеф Жермен Гефс (нидерл. Jozef Geefs, фр. Joseph Germain Geefs; 23 декабря 1808, Антверпен, — 9 октября 1885, там же) — бельгийский скульптор; брат Виллема (Гийома) Гефса.
Вместе с братом учился в Антверпенской академии искусств (1824—1833), а затем в Парижской Школе изящных искусств (у Жюля Этьенна Раме). Лауреат Римской премии (1836), благодаря чему провёл несколько лет в Италии. 
С 1841 года профессор Антверпенской академии искусств, с 1876 года её директор; среди его учеников, в частности, Жозеф Ламбо, И. Э.  Мюллер.
Член Бельгийской королевской академии (1846). 
Автор конной статуи Леопольда I в Антверпене, скульптурных групп в мэрии Брюгге, Театре Бурла в Антверпене, антверпенском зоопарке, на Северном вокзале Брюсселя (не сохранилась). Наиболее известная работа Гефса — статуя «Дух Зла» для Кафедрального собора Святого Павла в Льеже (1842), которая была возвращена приходом с объяснением, что она отвлекает внимание верующих; вместо этой статуи в соборе была поставлена статуя Гийома Гефса (1848), а работа его брата находится ныне в Брюссельском музее современного искусства.